# 퉁화시
퉁화시(중국어 간체자: 通化, 병음: Tōnghuà)는 중화인민공화국 지린성의 지급시(市)이다. 면적은 약 15,600,km2, 인구는 2020년 기준 약 181만 명이다.

## 지리
동남부는 압록강을 경계로 해서 조선민주주의인민공화국의 자강도, 서남부는 요녕성 북부는 지린성 랴오위안시, 지린시, 바이산시와 접한다. 시역은 주로 산악과 구릉지로 이루어져 있고 남쪽으로는 압록강, 북쪽으로 훈강(혼강)이 흐른다.

## 기후
| 퉁화시의 기후                                                 | 퉁화시의 기후 | 퉁화시의 기후 | 퉁화시의 기후 | 퉁화시의 기후 | 퉁화시의 기후 | 퉁화시의 기후 | 퉁화시의 기후 | 퉁화시의 기후 | 퉁화시의 기후 | 퉁화시의 기후 | 퉁화시의 기후 | 퉁화시의 기후 | 퉁화시의 기후 |
| 월                                                            | 1월           | 2월           | 3월           | 4월           | 5월           | 6월           | 7월           | 8월           | 9월           | 10월          | 11월          | 12월          | 연간          |
| ------------------------------------------------------------- | ------------- | ------------- | ------------- | ------------- | ------------- | ------------- | ------------- | ------------- | ------------- | ------------- | ------------- | ------------- | ------------- |
| 역대 최고 기온 °C (°F)                                        | 4.7 (40.5)    | 12.6 (54.7)   | 18.2 (64.8)   | 28.7 (83.7)   | 32.3 (90.1)   | 34.9 (94.8)   | 35.6 (96.1)   | 35.3 (95.5)   | 30.7 (87.3)   | 26.4 (79.5)   | 18.3 (64.9)   | 8.9 (48.0)    | 35.6 (96.1)   |
| 일평균 최고 기온 °C (°F)                                      | −6.1 (21.0)   | −1.6 (29.1)   | 5.4 (41.7)    | 14.7 (58.5)   | 21.5 (70.7)   | 25.4 (77.7)   | 27.8 (82.0)   | 27.1 (80.8)   | 22.3 (72.1)   | 14.6 (58.3)   | 4.0 (39.2)    | −4.3 (24.3)   | 12.6 (54.6)   |
| 일일 평균 기온 °C (°F)                                        | −13.3 (8.1)   | −8.5 (16.7)   | −0.6 (30.9)   | 8.2 (46.8)    | 14.9 (58.8)   | 19.6 (67.3)   | 22.8 (73.0)   | 21.6 (70.9)   | 15.3 (59.5)   | 7.4 (45.3)    | −1.8 (28.8)   | −10.5 (13.1)  | 6.3 (43.3)    |
| 일평균 최저 기온 °C (°F)                                      | −18.8 (−1.8)  | −14.3 (6.3)   | −5.8 (21.6)   | 2.3 (36.1)    | 8.8 (47.8)    | 14.6 (58.3)   | 19.0 (66.2)   | 17.8 (64.0)   | 10.6 (51.1)   | 1.9 (35.4)    | −6.4 (20.5)   | −15.6 (3.9)   | 1.2 (34.1)    |
| 역대 최저 기온 °C (°F)                                        | −33.4 (−28.1) | −31.8 (−25.2) | −27.6 (−17.7) | −12.8 (9.0)   | −3.8 (25.2)   | 5.2 (41.4)    | 10.3 (50.5)   | 5.0 (41.0)    | −2.8 (27.0)   | −11.5 (11.3)  | −25.3 (−13.5) | −32.1 (−25.8) | −33.4 (−28.1) |
| 평균 강수량 mm (인치)                                         | 8.4 (0.33)    | 14.7 (0.58)   | 23.9 (0.94)   | 49.2 (1.94)   | 82.7 (3.26)   | 109.9 (4.33)  | 204.9 (8.07)  | 213.7 (8.41)  | 67.2 (2.65)   | 50.1 (1.97)   | 39.1 (1.54)   | 13.6 (0.54)   | 877.4 (34.56) |
| 평균 강수일수 (≥ 0.1 mm)                                      | 7.0           | 6.8           | 8.2           | 9.6           | 12.7          | 14.7          | 15.3          | 13.8          | 8.3           | 9.2           | 9.5           | 8.5           | 123.6         |
| 평균 강설일수                                                 | 11.5          | 9.7           | 10.2          | 3.8           | 0.1           | 0             | 0             | 0             | 0             | 2.2           | 9.7           | 12.8          | 60            |
| 평균 상대 습도 (%)                                            | 66            | 61            | 56            | 52            | 59            | 70            | 77            | 80            | 75            | 67            | 68            | 68            | 67            |
| 평균 월간 일조시간                                            | 160.3         | 181.1         | 216.1         | 216.9         | 235.0         | 214.7         | 191.7         | 194.2         | 201.4         | 194.5         | 149.5         | 140.4         | 2,295.8       |
| 가능 일조율                                                   | 54            | 60            | 58            | 54            | 52            | 47            | 42            | 46            | 54            | 57            | 51            | 50            | 52            |
| 출처: 중국기상국 (평년값: 1991년~2020년, 극값: 1971년~2010년) |               |               |               |               |               |               |               |               |               |               |               |               |               |

## 역사
고구려의 수도가 있었다. 구한말 신흥무관학교가 류허현에 세워졌다.
1954년, 통화 전구(通化專區)가 설치되어 옛 랴오닝성 관할의 퉁화(通化), 류허(柳河), 하이룽(海龙), 후이난(辉南), 징위(靖宇), 푸쑹(抚松), 창바이(长白), 린장(临江), 지안(集安)의 9현을 관할했다. 1970년에 통화 지구(通化地区)로 개칭했다.
1985년 행정 개혁으로 통화 지구를 폐지하고, 현급시인 통화 시 (1958년 성 직할로 이관)를 지급시로 승격해 통화 현, 집안 현을 관할했고, 혼강(백산) 시도 지급시로 승격해 무송, 정우 두 현과 장백 조선족 자치현을 관할, 해룡 현도 지급시인 매하구 시로 개편되어 휘남 과 류하 두 현을 관할했다. 그러나 같은 해 말에 매하구 현급시로 강등되어 통화 시로 편입되었다.

## 경제
풍부한 삼림자원 외에도, 조선 인삼 등의 한방재가 특산품으로 생산되며, 한약재의 거래를 하는 제약 관련 기업이 다수 활동하고 있다. 또 퉁화산 와인은 중국 최고급으로 여겨진다.

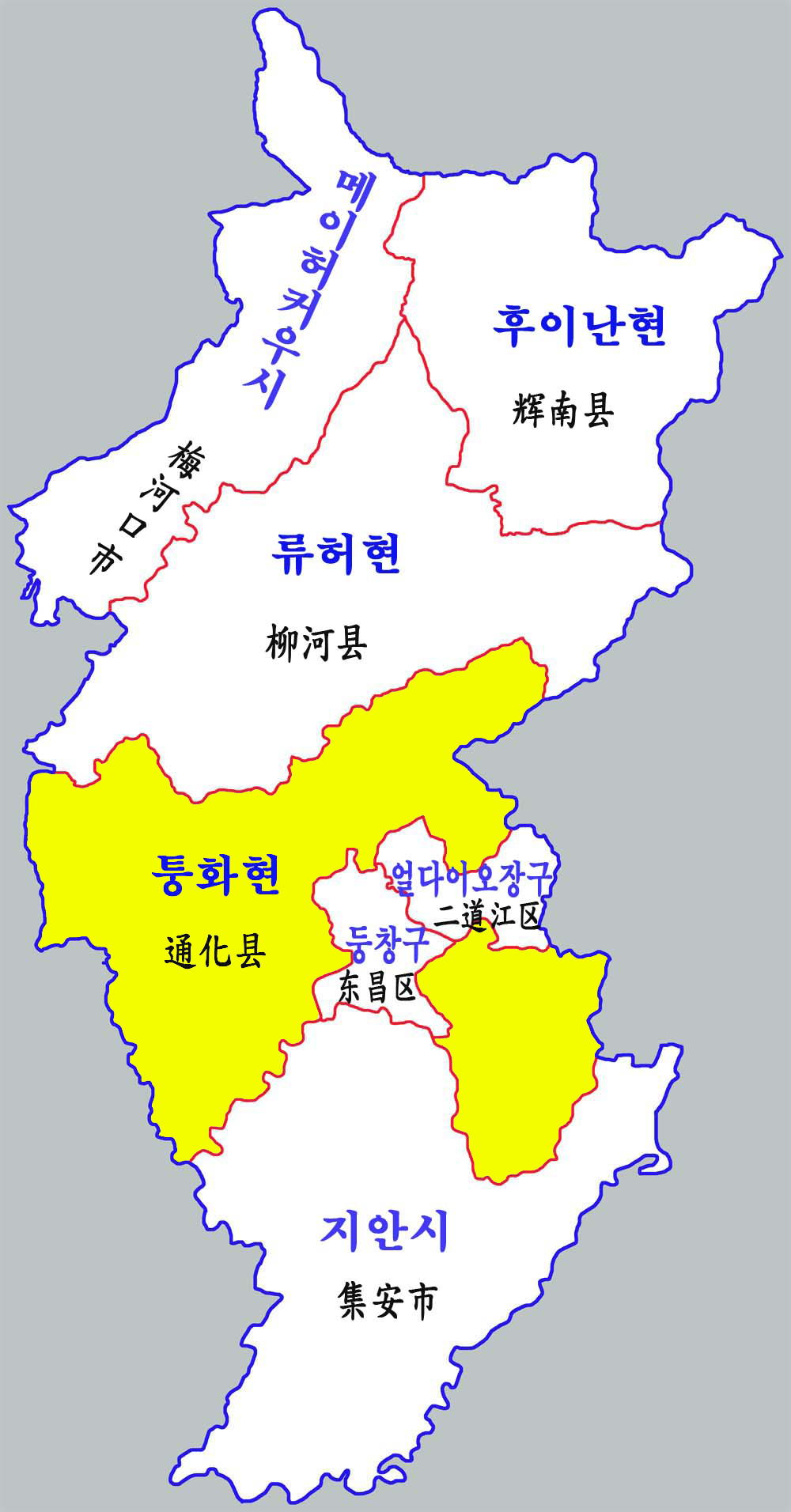
퉁화시 현급 행정구역도

## 행정 구역
2개의 시할구, 2개의 현급시, 3개의 현이 있다.
시할구
- 얼다오장구(二道江區)
- 둥창구(東昌區)

현급시
- 지안시(集安市)
- 메이허커우시(梅河口市)

현
- 후이난현(輝南縣)
- 류허현(柳河縣)
- 퉁화현(通化縣)

## 교육
대학: 통화사법학원
중학교: 통화시 제일 중학교, 통화시 정우 중학교

## 같이 보기
- 통화 사건
- 고구려 전기의 도성과 고분
- 지안 시
- 환인